# Ajak, Szabolcs-Szatmár-Bereg
Ajak  este un sat în districtul Kisvárda, județul Szabolcs-Szatmár-Bereg, Ungaria, având o populație de 3.949 de locuitori (2011). 

## Demografie
Componența etnică a satului Ajak
     Maghiari (97,72%)
     Romi (1,71%)
     Necunoscut (0,33%)
     Alții (0,24%)
Componența confesională a satului Ajak
     Romano-catolici (50,82%)
     Greco-catolici (19,09%)
     Reformați (9,72%)
     Necunoscută (19,83%)
     Alte religii (0,86%)
Conform recensământului din 2011, satul Ajak avea 3.949 de locuitori. Din punct de vedere etnic, majoritatea locuitorilor (97,72%) erau maghiari, cu o minoritate de romi (1,71%). Apartenența etnică nu este cunoscută în cazul a 0,33% din locuitori.  Din punct de vedere confesional, majoritatea locuitorilor (50,82%) erau romano-catolici, existând și minorități de greco-catolici (19,09%) și reformați (9,72%). Pentru 19,83% din locuitori nu este cunoscută apartenența confesională.